# Droga krajowa nr 121 (Kostaryka)
Droga krajowa nr 121 (hiszp. Ruta Nacional Secundaria 121/Ruta 121) – jedna z dróg krajowych w Kostaryce. Znajduje się ona w prowincji San José.

## Opis
W prowincji San José droga krajowa nr 121 przebiega przez kanton Escazú (przez dystrykt San Rafael), kanton Mora (przez dystrykt Colón) oraz kanton Santa Ana (przez dystrykty Santa Ana, Uruca i Piedades).